# Execução simulada
Uma execução simulada é uma estratégia em que uma vítima é deliberadamente, mas falsamente, levada a sentir que sua execução ou a de outra pessoa é iminente ou está ocorrendo. Isso pode envolver vendar os olhos dos sujeitos, dizer a eles que estão prestes a morrer, fazê-los contar seus últimos desejos, fazê-los cavar sua própria cova, apontar uma arma descarregada à sua cabeça e puxar o gatilho, disparar perto (mas não na) vítima ou disparar tiros de festim. A execução simulada é categorizada como tortura psicológica. Há uma sensação de medo induzida quando uma pessoa é levada a sentir que está prestes a ser executada ou testemunha alguém sendo executado. O trauma psicológico pode levar a depressão, transtorno de ansiedade, transtorno de estresse pós-traumático e outros transtornos mentais.

## Casos históricos

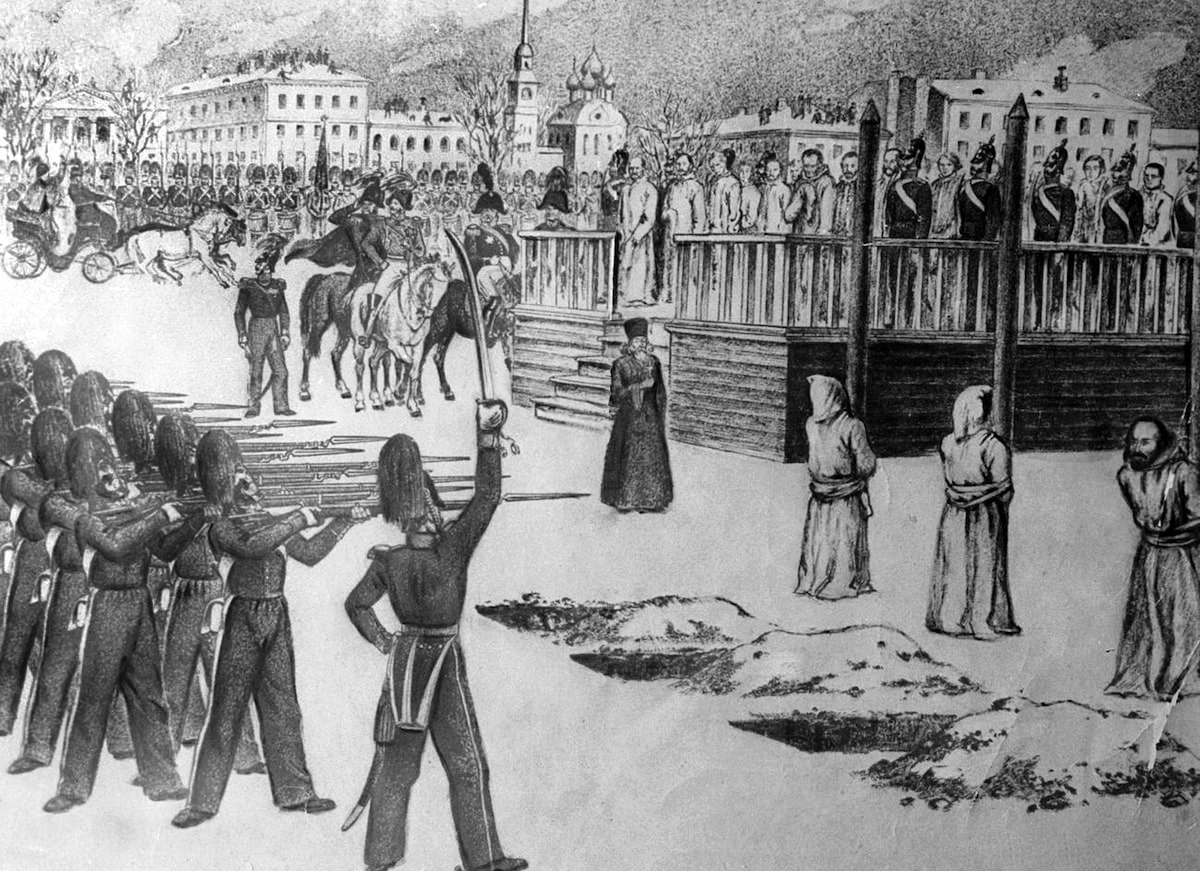
Membros do Círculo Petrashevski, incluindo o escritor Fiódor Dostoiévski, passando por um ‘ritual de execução’, um exemplo de execução simulada. São Petersburgo, Semionov-Plaz, 1849. Desenho de B. Pokrovsky

- Em 1849, membros do grupo de discussão política russo Círculo Petrashevski, incluindo o escritor Fiódor Dostoiévski, foram condenados por alta traição e sentenciados à execução por fuzilamento. As sentenças foram comutadas secretamente para trabalhos forçados e os prisioneiros só foram informados depois de realizados todos os preparativos para a execução.[1] Dostoiévski descreveu a experiência em seu romance O Idiota.[2]
- Em 1968, o comandante Lloyd M. Bucher, comandante do USS Pueblo, foi torturado e submetido a um pelotão de fuzilamento simulado por interrogadores norte-coreanos na tentativa de fazê-lo confessar.
- Os reféns americanos detidos pelo Irã em 1979 foram sujeitos a uma execução simulada pelos seus detentores.
- Relatos de execuções simuladas levadas a cabo pelos fuzileiros navais dos EUA contra detidos no Iraque surgiram em Dezembro de 2004,[3] quando a União Americana pelas Liberdades Civis publicou documentos internos do Serviço Naval Investigativo Criminal obtidos através da Freedom of Information Act. Os documentos foram escritos sete semanas após a publicação das fotografias que desencadearam o escândalo da tortura e abuso de prisioneiros em Abu Ghraib.
- Em 2000, reféns militares britânicos na Serra Leoa foram sujeitos a execuções simuladas pelos West Side Boys para obterem informações deles.
- Em abril de 2003, o tenente-coronel do Exército dos EUA Allen West fez com que o policial iraquiano Yehiya Kadoori Hamoodi fosse preso e levado para interrogatório com base em alegações de que ele estava planejando um ataque iminente à unidade de West. Depois que Hamoodi foi supostamente espancado por um intérprete e vários soldados dos EUA, West tirou Hamoodi da sala de interrogatório e mostrou a ele seis soldados dos EUA com armas nas mãos. West disse a Hamoodi: “Se você não falar, eles vão te matar”. West então colocou a cabeça de Hamoodi em um barril cheio de areia usado para limpar armas, colocou sua arma no barril e disparou a arma perto da cabeça de Hamoodi. Hamoodi então forneceu a West os nomes, localização e métodos da suposta emboscada, o que nunca aconteceu, e nenhuma evidência de quaisquer planos de ataque foi encontrada. Hamoodi foi libertado sem acusações; West foi acusado de violar dois estatutos do Código Uniforme de Justiça Militar, mas as acusações foram retiradas depois que West foi multado em US$ 5.000 pelo incidente e autorizado a renunciar ao seu cargo no Exército dos EUA sem corte marcial.[4]
- Em 2014, o jornalista James Foley foi sujeito a execuções simuladas por militantes do EIIL antes de ser decapitado. As execuções simuladas são consideradas uma tática de tortura comum usada pelo EIIL.[5]